# Backside illumination
Backside illumination, BSI – rodzaj matrycy aparatu cyfrowego, który wykorzystuje szczególne rozmieszczenia światłoczułych elementów w celu zwiększenia ilości światła pochłanianego, a tym samym poprawienia doświetlenia i jakości zdjęcia. Technika ta była wykorzystywana przez pewien czas do zadań specjalnych, takich jak kamery bezpieczeństwa pracujące w słabych warunkach oświetleniowych i przyrządy astronomiczne, ale była skomplikowana i wymagała udoskonaleń, by wejść do powszechnego użytku. Sony jako pierwszy zredukował te problemy i koszty wystarczająco, by wprowadzić na rynek dla przeciętnego użytkownika matrycę CMOS 5 Mpx 1.75 µm BI w 2009 roku. Matryce BSI firmy OmniVision Technologies od tego czasu zaczęły być używane w elektronice konsumenckiej innych producentów, jak w smartfonie z Androidem HTC EVO 4G, i jako główna reklamowana zaleta aparatu w produkcie Apple – iPhone 4.

## Opis
Tradycyjne aparaty cyfrowe wykorzystujące iluminację przednią składają się z matrycy indywidualnych elementów obrazujących, gdzie każdy z nich zbudowany jest w sposób podobny do ludzkiego oka z soczewką z przodu, ścieżkami w środku i komórkami światłoczułymi z tyłu. To tradycyjne ułożenie powoduje, że sensor posiada matrycę aktywną z przodu, co ułatwia produkcję. Jednak matryca i jej ścieżki odbijają część światła, więc warstwa fotokatodowa może odebrać pozostałą część docierającego światła; odbicia redukują sygnał, który można odczytać.
Matryce wykorzystujące iluminację tylną zawierają te same elementy, ale ścieżki znajdują się za fotokatodami – w trakcie produkcji odwrócony jest wafel krzemowy, którego druga strona jest następnie poddawana zmniejszeniu grubości tak, aby światło mogło przejść warstwę fotokatod bezpośrednio z pominięciem ścieżek. Ta zmiana może zwiększyć szansę złapania fotonu z 60% do ponad 90%. Umieszczanie ścieżek za sensorami światła jest podobne do różnicy pomiędzy oczami głowonoga i kręgowca. Umieszczenie tranzystorów matrycy aktywnej za warstwą fotokatod może prowadzić do mnóstwa problemów, takich jak przesłuchy, które powodują szumy, prąd ciemny i mieszanie kolorów pomiędzy sąsiadującymi pikselami. Zmniejszanie grubości powoduje również, że wafel krzemowy staje się delikatniejszy. Problemy te mogą być rozwiązane przez ulepszony proces produkcji, ale tylko kosztem ceny.
Pomimo tych problemów pierwsze matryce BSI znalazły zastosowania w rolach niszowych, gdzie ich lepsza wydajność przy słabym oświetleniu była ważna. Przykładami użycia są czujniki przemysłowe, kamery bezpieczeństwa, aparaty mikroskopowe i systemy astronomiczne.
Zauważono, że BSI może teoretycznie być tańsze niż podobna wersja FSI (front-side illumination). Możliwość pochłaniania większej ilości światła oznacza, że matryca podobnych rozmiarów może oferować wyższą rozdzielczość bez spadku wydajności w ciemnym otoczeniu, która to wydajność skądinąd powiązana jest z wyścigiem megapikseli. Alternatywnie ta sama rozdzielczość i zdolności pracy w słabych warunkach oświetleniowych mogą być osiągnięte na mniejszych układach, zmniejszając koszty produkcji. Kluczem do osiągnięcia tych zalet byłoby ulepszenie procesu wytwarzania ukierunkowanego na problemy wydajności, głównie przez udoskonalenie jednolitości wierzchniej warstwy detektorów.
Pierwszym krokiem do przyjęcia się sensorów BSI była próba pierwszego modelu używającego nowej techniki produkcji przez OmniVision Technologies w 2007 roku. Jednak te matryce nie rozpowszechniły się ze względu na duże koszty. Prace Sony nad nowymi materiałami i procesem wytwarzania diod pozwoliły im na wprowadzenie pierwszego konsumenckiego sensora BSI bazowanego na CMOS-ie „Exmor R” w sierpniu 2009. Według Sony nowy materiał oferował zysk +8 dB i szumy –2 dB. Kiedy połączono to z nowym układem wykorzystującym iluminację tylną, sprawność w ciemnym otoczeniu poprawiła się dwukrotnie.
Konkurencja podążała śladem Sony i pod koniec roku większość firm oferowała BSI w swoich high-endowych produktach. OmniVision kontynuowało wdrażanie technologii w ich produktach. Natomiast iPhone 4S używa matrycy produkcji Sony. Innym przykładem jest HTC EVO 4G, który wyposażony został w matrycę BSI 8 Mpx, 1.4 µm od OmniVision. W 2011 roku Sony wdrożyło ich matrycę Exmor R w sztandarowym smartfonie Sony Ericsson Xperia Arc.